# Hattencourt
Hattencourt település Franciaországban, Somme megyében. Lakosainak száma 300 fő (2022. január 1.). Hattencourt Chilly, Fonches-Fonchette, Fransart, Fresnoy-lès-Roye, Hallu és Liancourt-Fosse községekkel határos.

## Népesség
A település népességének változása:
| Lakosok száma | 284  | 288  | 293  | 291  | 292  | 294  | 296  | 298  | 300  |
|               | 2013 | 2015 | 2016 | 2017 | 2018 | 2019 | 2020 | 2021 | 2022 |